# Kreisbach (zámek)

Zámek Kreisbach

Zámek Kreisbach je zámek v okrese St. Pölten v rakouské spolkové zemi Dolní Rakousy a leží 11 kilometrů od města St. Pölten. Poprvé byl v dokumentech zmíněný v roce 1172.

## Historie
Zámek, který byl zpočátku obklopený hradební zdí se čtyřmi věži, postavil koncem 12. století Dietericus I. de Crewspach. Majitelé se ale v průběhu staletí několikrát změnili. Vlastníky byli Hohenbergové, Rogendorfové nebo Jörgerové.
V roce 1625 byl vlastníkem klášter Lilienfeld.
Z původního zámku je zachováno jen východní křídlo. V tomto se nacházel taneční sál. V roce 1681 byl přestavěn na kapli svaté Anny. Kaple byla postupně vyzdobena štukovou omítkou a vybavena obrazy.
Od roku 1995 byl Kulturním spolkem zámku Kreisbach zámek renovován a v roce 2004 byl kulturní spolek vyznamenaný cenou ORF Dolní Rakousy, za příkladnou renovaci, zejména kaple. V roce 2008 bylo zámecké vybavení zpřístupněno veřejnosti. V prostorách zámku o celkové ploše přes dvě stovky metrů čtverečních bylo upraveno jako jeviště a slouží pro kulturní účely.